# Gustav Buchholz
Johann Hermann Gustav Buchholz (* 16. Februar 1856 in Buxtehude; † 26. Juni 1916 in Posen) war ein deutscher Historiker.

## Leben
Seit 1875 studierte Gustav Buchholz Geschichte an den Universitäten Bonn, Straßburg und Leipzig. An letztgenannter Universität wurde er 1879 zum Doktor phil. promoviert. Seine Dissertation heißt Die Würzburger Chronik. Im gleichen Jahr stellte ihn die Königliche Bibliothek Dresden als Bibliothekar ein, was er bis 1888 blieb.
Nachdem Buchholz 1889 an der Universität Bonn für mittlere und neuere Geschichte habilitiert hatte, wirkte er dort als Privatdozent. 1893 heiratete er Elisabeth His, die Tochter des Leipziger Anatomieprofessors Wilhelm His. 1896 kam er als außerordentlicher Professor an die Universität Leipzig, dort an die Fakultät für Philosophie. Von dort wechselte er 1906 an die drei Jahre zuvor gegründete Königliche Akademie zu Posen, wo er eine ordentliche Professur erhielt. Diese hatte er bis zu seinem Tode inne; er starb 1916 im Alter von 60 Jahren.
Buchholz hatte ein Werk über den Chronisten Ekkehard von Aura geschrieben und zwei Artikel zur Allgemeinen Deutschen Biographie beigetragen. Er war Mitherausgeber der Deutschen Zeitschrift für Geschichtswissenschaft.